# Alexandre keiji taniguchi
Alexandre Keiji Taniguchi(Mogi das Cruzes 21 de novembro 1985) paraolimpico da classe 2.5, atleta em Rugby de cadeira de rodas. representou o Brasil nas paraolimpiadas 2016, no rio de jaeniro. E nos jogos Parapan-Americanos de 2023, em santiago. Participou do Campeonato das Américas Colômbia 2022; e no Pan-Americano de Rugby em 2011, na Colômbia e no pan americano da mesma modalidade 2013 na Inglaterra.
Em 2014 o atleta ganhou o prêmio de atleta do ano de rugby em cadeira de rodas no Prêmio Brasil, pelo Comitê Paralímpico Brasileiro (CPB). 
Alexandre ficou tetraplégico em 2006 após mergulhar em uma piscina e bater com a cabeça sofreu uma tetraparesia. Iniciou Praticava handebol para cadeirantes e, em 2008, migrou para o rúgbi em cadeira de rodas após um clube começar a treinar no mesmo local que ele. No mesmo ano, ele foi convocado para a Seleção da modalidade. 

https://cpb.org.br/atletas/alexandre-keiji-taniguchi/
1. ↑  https://cpb.org.br/atletas/alexandre-keiji-taniguchi/ Em falta ou vazio |título= (ajuda)
2. ↑  https://cpb.org.br/atletas/alexandre-keiji-taniguchi/ Em falta ou vazio |título= (ajuda)